# Uniti Sweden
Uniti Sweden var ett svenskt uppstartsbolag, som grundades 2016 av Lewis Horne och några studenter i Lund. Företaget samlade in drygt 12 miljoner kronor genom en gräsrotsfinansiering  för att tillverka en liten elbil. Under 2022 gick bolaget i konkurs.
Uniti Sweden presenterade 2016 sitt koncept på CeBit. En prototyp förevisades december 2017. 
Man avsåg först att bygga bilen i Landskrona under 2019, men konstaterade att det inte var säkert att så kunde ske. Siemens AG avtalade om samarbete för att producera 50 000 bilar om året i version med två säten.
I april 2020 ansökte företaget om rekonstruktion, något som beviljades. Under 2020 och 2021 arbetade företaget med att hitta nya investerare och ingick avtal med ett kinesiskt företag om att bygga bilen i Kina mot att Uniti utgjorde en marknads- och försäljningskanal in i EU, men i december konstaterade VD Lewis Horne  att företaget, om man inte lyckats  hitta fler investerare, riskerade att gå i konkurs i mitten av december. I mars 2022 meddelades att Lunds tingsrätt beslutat försätta bolaget i konkurs.
Prototypen av Uniti ONE har visats på Tekniska Museet i Stockholm under 2022 och 2023. 
Under 2023 har ett nytt ledningsteam tagit över och lagt en ny strategi med ambition att kommersialisera projektet. 